# وزارت محیط زیست (مصر)
وزارت محیط زیست (مصر) (انگلیسی: Ministry of Environment) وزارتخانه‌ای است که مسئول امور محیط زیست در جمهوری عربی مصر می‌باشد و وزیر فعلی آن یاسمین فؤاد است.

## تاریخچه
این موسسه در سال ۱۹۹۷ تاسیس شد و از آن زمان تمرکز خود را بر هم‌کاری با تمام شرکای پیشرفته برای ایجاد یک چشم انداز استراتژیک زیست‌محیطی در مصر گذاشته است. سیاست‌های این وزارتخانه توسط آژانس امور محیط زیست مصر اجرا می‌شود.

## پروژه‌ها
در سال ۲۰۱۴، این وزارتخانه و ایتالیا توافق‌نامه‌ای را امضا کردند تا الجونه، شهری در کنار دریای سرخ، به شهری با کربن خنثی تبدیل شود.
در فاصله ۲۰۱۷- ۲۰۱۸، شورای اتحادیه اروپا و مصر اجرای طرح‌هایی را برای پروژه‌های زیست‌محیطی تصویب کردند.
در اواخر سال ۲۰۱۷، این وزارتخانه اعلام کرد که شاهد کاهش ۱۳-۱۵ درصدی سوزاندن برنج توسط کشاورزان بوده است، چرا که این کار باعث ایجاد ابر سمی و سیاه در آسمان می‌شود.